# Dora 2021
La ventiduesima edizione di Dora si è tenuta il 13 febbraio 2021 presso la Marino Cvetković Hall di Abbazia e ha selezionato il rappresentante della Croazia all'Eurovision Song Contest 2021.
La vincitrice è stata Albina con Tick-Tock.

## Organizzazione
Dopo la cancellazione dell'Eurovision Song Contest 2020 a causa della pandemia di COVID-19, il 21 marzo 2020 Hrvatska Radiotelevizija (HRT) ha confermato la partecipazione della Croazia all'edizione del 2021, che sarà ospitato dalla città olandese di Rotterdam; il vincitore dell'edizione precedente, Damir Kedžo, non è stato riconfermato. Il successivo 23 giugno è stato annunciato il ritorno di Dora come metodo di selezione nazionale.
Il festival si è tenuto, come l'edizione precedente, in una sola serata, il 13 febbraio 2020 alla Marino Cvetković Hall di Abbazia. A causa degli sviluppi della pandemia nel paese, HRT ha deciso di organizzare l'evento a porte chiuse. Il voto combinato di giuria e pubblico ha decretato il vincitore fra i 14 partecipanti.

## Partecipanti
HRT ha accettato proposte fra il 26 ottobre e il 10 dicembre 2020. Una giuria composta da Andrej Babić, Hrvoje Prskalo, Matija Cvek, Monika Lelas e Uršula Tolj ha selezionato i finalisti fra le 140 proposte ricevute da 135 artisti. L'emittente ha rivelato i nomi dei 14 partecipanti e i titoli dei rispettivi brani il 15 dicembre; quattro brani di riserva sono stati aggiunti alla lista nel caso alcuni dei finalisti non siano in grado di partecipare.
| Artista                          | Brano                 | Lingua          | Compositori                                                               |
| -------------------------------- | --------------------- | --------------- | ------------------------------------------------------------------------- |
| Albina                           | Tick-Tock             | Inglese, croato | Branimir Mihaljević, Max Cinnamon, Tihana Buklijaš Bakić                  |
| Ashley Colburn & Bojan Jambrošić | Share the Love        | Inglese         | Ivan Škunca, Ashley Colburn                                               |
| Bernarda                         | Colors                | Inglese         | Bernarda Brunović, Borislav Milanov                                       |
| Beta Sudar                       | Ma zamisli            | Croato          | Predrag Martinjak                                                         |
| Brigita Vuco                     | Noći pijane           | Croato          | Brigita Vuco                                                              |
| Ella Orešković                   | Come This Way         | Inglese         | Siniša Reljić Simba, Ella Orešković                                       |
| Eric Vidović                     | Reci mi               | Croato          | Eric Vidović                                                              |
| Filip Rudan                      | Blind                 | Inglese         | Filip Rudan, Antonio Franić, Hrvoje Domazet                               |
| Klapa Cambi                      | Zaljubljen            | Croato          | Miljko Mirković                                                           |
| Mia Negovetić                    | She's Like a Dream    | Inglese         | Mia Negovetić, Linnea Deb, Denniz Jamm, Denise Kertes                     |
| Nina Kraljić                     | Rijeka                | Croato          | Nina Kraljić, Hana Librenjak, Miki Solus                                  |
| Sandi Cenov                      | Kriv                  | Croato          | Siniša Reljić Simba, Fayo                                                 |
| ToMa                             | Ocean of Love         | Inglese         | Adriana Pupavac, Andreas "Beemon" Björkman, Kalle Persson, Tomislav Marić |
| Tony Cetinski & Kiki Rahimovski  | Zapjevaj, sloboda je! | Croato          | Kristijan Rahimovski                                                      |

Brani di riserva
| Artista         | Brano     | Lingua  | Compositori                                                    |
| --------------- | --------- | ------- | -------------------------------------------------------------- |
| Elis Lovrić     | Brodolom  | Croato  | Elis Lovrić                                                    |
| Endi feat. Lora | Megaloman | Croato  | Andrea Čubrić, Jacques Houdek                                  |
| Pjerino Ružević | Soldier   | Inglese | Pjerino Ružević, A. Bjorkman, A. Pupavac, J. Alin, A. O’Connor |
| Z/11            | Only Love | Inglese | B. Čakić, I. Ivić, R. Babić, N. Špralja                        |

## Finale
| #  | Artista                          | Titolo                | Punteggio | Punteggio | Punteggio | Posizione |
| #  | Artista                          | Titolo                | Giuria    | Televoto  | Totale    | Posizione |
| -- | -------------------------------- | --------------------- | --------- | --------- | --------- | --------- |
| 1  | Nina Kraljić                     | Rijeka                | 68        | 77        | 145       | 2         |
| 2  | Eric Vidović                     | Reci mi               | 29        | 16        | 45        | 10        |
| 3  | Ella Orešković                   | Come This Way         | 26        | 26        | 52        | 9         |
| 4  | Bernarda                         | Colors                | 77        | 22        | 99        | 7         |
| 5  | Sandi Cenov                      | Kriv                  | 5         | 12        | 17        | 14        |
| 6  | ToMa                             | Ocean of Love         | 64        | 39        | 103       | 6         |
| 7  | Filip Rudan                      | Blind                 | 65        | 53        | 118       | 5         |
| 8  | Beta Sudar                       | Ma zamisli            | 8         | 8         | 16        | 12        |
| 9  | Klapa Cambi                      | Zaljubljen            | 47        | 71        | 118       | 4         |
| 10 | Ashley Colburn & Bojan Jambrošić | Share the Love        | 9         | 34        | 43        | 11        |
| 11 | Brigita Vuco                     | Noći pijane           | 7         | 8         | 15        | 13        |
| 12 | Mia Negovetić                    | She's Like a Dream    | 67        | 52        | 119       | 3         |
| 13 | Albina                           | Tick-Tock             | 78        | 120       | 198       | 1         |
| 14 | Tony Cetinski & Kiki Rahimovski  | Zapjevaj, sloboda je! | 30        | 47        | 77        | 8         |

| Brano                 | Zagabria | Vukovar | Čakovec e Varaždin | Fiume | Pola | Osijek | Zara | Tenin e Sebenico | Spalato | Ragusa | Totale |
| --------------------- | -------- | ------- | ------------------ | ----- | ---- | ------ | ---- | ---------------- | ------- | ------ | ------ |
| Rijeka                | 6        | 8       | 8                  | 8     | 5    | 4      | 10   | 10               | 4       | 5      | 68     |
| Reci mi               | 1        | 1       | 5                  | 6     | 4    | 2      |      |                  | 3       | 7      | 29     |
| Come This Way         | 4        |         | 2                  |       | 3    | 1      | 5    | 4                | 1       | 6      | 26     |
| Colors                | 7        | 6       | 12                 | 12    | 12   | 8      | 6    | 7                | 7       |        | 77     |
| Kriv                  |          | 2       |                    |       |      |        | 1    |                  |         | 2      | 5      |
| Ocean of Love         | 10       | 3       | 10                 | 4     | 8    | 7      | 3    | 6                | 12      | 1      | 64     |
| Blind                 | 12       | 12      | 7                  | 5     | 7    | 3      | 12   | 2                | 5       |        | 65     |
| Ma zamisli            |          | 4       |                    | 1     | 2    |        |      | 1                |         |        | 8      |
| Zaljubljen            |          |         | 3                  | 10    |      | 10     |      | 8                | 8       | 8      | 47     |
| Share the Love        |          |         |                    | 3     | 1    |        |      |                  | 2       | 3      | 9      |
| Noći pijane           | 3        |         |                    |       |      |        | 4    |                  |         |        | 7      |
| She's Like a Dream    | 5        | 10      | 6                  | 7     | 10   | 6      | 8    | 5                | 6       | 4      | 67     |
| Tick-Tock             | 8        | 7       | 4                  |       | 6    | 12     | 7    | 12               | 10      | 12     | 78     |
| Zapjevaj, sloboda je! | 2        | 5       | 1                  | 2     |      | 5      | 2    | 3                |         | 10     | 30     |